# Gran Premio de Checoslovaquia de Motociclismo de 1989
El Gran Premio de Checoslovaquia de Motociclismo de 1989 fue la decimocuarta y última prueba de la temporada 1989 del Campeonato Mundial de Motociclismo. El Gran Premio se disputó el 26 y 27 de agosto de 1989 en el Circuito de Brno. 
Este Gran Premio pasaría a la historia por ser la 47.ª y última carrera de la categoría de 80cc antes de desaparecer la temporada siguiente.

## Resultados 500cc
Kevin Schwantz suma su quinta victoria esta temporada pero lo importante se encuentra en el podio. Eddie Lawson queda segunda y suma dos puntos más de ventaja al frtente de la clasificación general respecto Wayne Rainey, que fue tercero. En la clasificación, Lawson 211 puntos, 16 puntos y medio más que el australiano.
| Pos.     | Piloto              | Equipo                        | Moto           | Tiempo     | Pts. |
| -------- | ------------------- | ----------------------------- | -------------- | ---------- | ---- |
| 1        | Kevin Schwantz      | Suzuki Pepsi Cola             | Suzuki         | 48:20.649  | 20   |
| 2        | Eddie Lawson        | Rothmans Kanemoto Honda       | Honda          | +5.977     | 17   |
| 3        | Wayne Rainey        | Team Lucky Strike Roberts     | Yamaha         | +26.031    | 15   |
| 4        | Christian Sarron    | Sonauto Gauloises Blondes     | Yamaha         | +26.056    | 13   |
| 5        | Pierfrancesco Chili | HB Honda Gallina Team         | Honda          | +51.153    | 11   |
| 6        | Niall Mackenzie     | Marlboro Yamaha Team Agostini | Yamaha         | +51.158    | 10   |
| 7        | Kevin Magee         | Team Lucky Strike Roberts     | Yamaha         | +52.931    | 9    |
| 8        | Ron Haslam          | Suzuki Pepsi Cola             | Suzuki         | +55.071    | 8    |
| 9        | Tadahiko Taira      | Yamaha Motor Company          | Yamaha         | +1:19.178  | 7    |
| 10       | Adrien Morillas     | Team ROC Elf Honda            | Honda          | +1:25.785  | 6    |
| 11       | Randy Mamola        | Cagiva Corse                  | Cagiva         | +1:28.975  | 5    |
| 12       | Rob McElnea         | Cabin Racing Team             | Honda          | +1:50.777  | 4    |
| 13       | Alberto Rota        | Marlboro Yamaha Team Agostini | Yamaha         | +1 Vuelta  | 3    |
| 14       | Alessandro Valesi   | Team Iberia                   | Yamaha         | +1 Vuelta  | 2    |
| 15       | Peter Linden        | Team Heukeroff                | Honda          | +1 Vuelta  | 1    |
| 16       | Juan López Mella    | Club Motocross Pozuelo        | Honda          | +1 Vuelta  |      |
| 17       | Eddie Laycock       |                               | Honda          | +1 Vuelta  |      |
| 18       | Bruno Kneubühler    | Romer Racing Suisse           | Honda          | +1 Vuelta  |      |
| 19       | Fabio Biliotti      | Racing Team Katayama          | Honda          | +1 Vuelta  |      |
| 20       | Michael Rudroff     | HRK Motors                    | Honda          | +1 Vuelta  |      |
| 21       | Simon Buckmaster    | Racing Team Katayama          | Honda          | +1 Vuelta  |      |
| 22       | Stefan Klabacher    |                               | Honda          | +1 Vuelta  |      |
| 23       | Andreas Leuthe      | Librenti Corse                | Suzuki         | +1 Vuelta  |      |
| 24       | Josef Doppler       |                               | Honda          | +1 Vuelta  |      |
| 25       | Fernando González   | Club Motocross Pozuelo        | Honda          | +2 Vueltas |      |
| 26       | Vincenzo Cascino    |                               | Suzuki         | +2 Vueltas |      |
| 27       | Rudolf Zeller       |                               | Honda          | +2 Vueltas |      |
| 28       | Pavel Dekanek       |                               | Honda          | +2 Vueltas |      |
| 29       | Dario Marchetti     |                               | Honda          | +2 Vueltas |      |
| 30       | Harry Heutmekers    |                               | Suzuki         | +2 Vueltas |      |
| 31       | Michael Kaplam      |                               | Honda          | +2 Vueltas |      |
| Ret      | Helmut Schutz       | Rallye Sport                  | Honda          | Ret        |      |
| Ret      | Cees Doorakkers     | HRK Motors                    | Honda          | Ret        |      |
| Ret      | Marco Papa          | Team Greco                    | Paton          | Ret        |      |
| Ret      | Karl Dauer          | PC Racing                     | Honda          | Ret        |      |
| Ret      | Nicholas Schmassman | FMS                           | Honda          | Ret        |      |
| DNS      | Wayne Gardner       | Rothmans Honda Team           | Honda          | DNS        |      |
| DNQ      | Marian Troliga      |                               | Suzuki         | DNQ        |      |
| DNQ      | Anton Berghammer    |                               | Suzuki         | DNQ        |      |
| DNQ      | Peter Graves        |                               | Honda          | DNQ        |      |
| DNQ      | Hans Klingebiel     |                               | Honda          | DNQ        |      |
| DNQ      | Tony Carey          | Spondon                       | Spondon Yamaha | DNQ        |      |
| DNQ      | Norbert Heiles      |                               | Suzuki         | DNQ        |      |
| Sources: |                     |                               |                |            |      |

## Resultados 250cc
En 250 cc, el alemán Reinhold Roth sé impuso sobre la línea de meta al japonés Masahiro Shimizu por tan solo una milésima. Mientras tanto, el español Sito Pons, campeón matemático del Mundial, se conformó con la cuarta plaza.
| Pos. | Piloto                    | Moto        | Tiempo     | Pts. |
| ---- | ------------------------- | ----------- | ---------- | ---- |
| 1    | Reinhold Roth             | Honda       | 43.33.880  | 20   |
| 2    | Masahiro Shimizu          | Honda       | +0.001     | 17   |
| 3    | Jacques Cornu             | Honda       | +0.257     | 15   |
| 4    | Sito Pons                 | Honda       | +0,844     | 13   |
| 5    | Helmut Bradl              | Honda       | +5.694     | 11   |
| 6    | Luca Cadalora             | Yamaha      | +5.761     | 10   |
| 7    | Juan Garriga              | Yamaha      | +10.187    | 9    |
| 8    | Carlos Cardús             | Honda       | +16.617    | 8    |
| 9    | Carlos Lavado             | Aprilia     | +27.811    | 7    |
| 10   | Alex Barros               | Yamaha      | +33.341    | 6    |
| 11   | Wilco Zeelenberg          | Honda       | +40.496    | 5    |
| 12   | Paolo Casoli              | Honda       | +40.585    | 4    |
| 13   | Didier de Radiguès        | Aprilia     | +41.005    | 3    |
| 14   | Daniel Amatriaín          | Honda       | +41.414    | 2    |
| 15   | Manfred Herweh            | Yamaha      | +46.745    | 1    |
| 16   | Alberto Puig              | Yamaha      | +53.163    |      |
| 17   | Garry Cowan               | Yamaha      | +57.366    |      |
| 18   | Maurizio Vitali           | Honda       | +57.561    |      |
| 19   | Alain Bronec              | Aprilia     | +57.870    |      |
| 20   | Harald Eckl               | Aprilia     | +1.00.674  |      |
| 21   | Jochen Schmid             | Honda       | +1.00.981  |      |
| 22   | Patrick van den Goorbergh | Yamaha      | +1.15.371  |      |
| 23   | Renzo Colleoni            | Aprilia     | +1.15.460  |      |
| 24   | August Auinger            | Yamaha      | +1.23.907  |      |
| 25   | Luis Lavado               | Yamaha      | +1.24.876  |      |
| 26   | Bernard Schick            | Yamaha      | +1.25.041  |      |
| 27   | Virginio Ferrari          | Gazzaniga   | +1.36.639  |      |
| 28   | Frédéric Protat           | Aprilia     | +1.36.655  |      |
| 29   | Jean-Francois Foray       | Yamaha      | +2.00.186  |      |
| 30   | Urs Jücker                | Yamaha      | +2.10.253  |      |
| 31   | Jean-François Baldé       | Yamaha      | + 1 Vuelta |      |
| 32   | Arpad Harmati             | Yamaha      | + 1 Vuelta |      |
| 33   | Andreas Preining          | Aprilia     | + 1 Vuelta |      |
| Ret  | Stefano Caracchi          | Honda       | Ret        |      |
| Ret  | Fausto Ricci              | Aprilia     | Ret        |      |
| DNS  | Alberto Rota              | Aprilia     | DNS        |      |
| DNS  | Jean-Philippe Ruggia      | Yamaha      | DNS        |      |
| DNS  | Loris Reggiani            | Honda       | DNS        |      |
| DNS  | Martin Wimmer             | Aprilia     | DNS        |      |
| DNQ  | Hans Becker               | Seel-Yamaha | DNQ        |      |
| DNQ  | Istvan Lovasi             | Yamaha      | DNQ        |      |
| DNQ  | Marian Troliga            | Yamaha      | DNQ        |      |
| DNQ  | Jiri Pertlicek            | Rotax       | DNQ        |      |
| DNQ  | Darrem Milner             | Yamaha      | DNQ        |      |

## Resultados 125cc
Álex Crivillé suma su quinta victoria de la temporada y gana su primer Mundial de su carrera. El neerlandés Hans Spaan, máximo rival de Crivillé en la general, salió por delante pero el piloto catalán no perdió los nervios y adelantó al neerlandés en la octava vuelta. De esta manera, Crivillé cierra la temporada con 166 puntos, catorce más que Spaan.
| Pos. | Piloto               | Moto      | Tiempo    | Pts. |
| ---- | -------------------- | --------- | --------- | ---- |
| 1    | Àlex Crivillé        | JJ Cobas  | 39.28.521 | 20   |
| 2    | Hans Spaan           | Honda     | +4,339    | 17   |
| 3    | Stefan Prein         | Honda     | +6,211    | 15   |
| 4    | Jorge Martínez Aspar | Derbi     | +13,337   | 13   |
| 5    | Hisashi Unemoto      | Honda     | +13,340   | 11   |
| 6    | Ezio Gianola         | Honda     | +13,626   | 10   |
| 7    | Koji Takada          | Honda     | +18,098   | 9    |
| 8    | Allan Scott          | Honda     | +19,651   | 8    |
| 9    | Alfred Waibel        | Honda     | +24,592   | 7    |
| 10   | Adi Stadler          | Honda     | +25,465   | 6    |
| 11   | Robin Appleyard      | Honda     | +26,244   | 5    |
| 12   | Taru Rinne           | Honda     | +27,273   | 4    |
| 13   | Dirk Raudies         | Honda     | +27,385   | 3    |
| 14   | Fausto Gresini       | Garelli   | +35,355   | 2    |
| 15   | Heinz Lüthi          | Honda     | +35,444   | 1    |
| 16   | Robin Milton         | Honda     | +35,513   |      |
| 17   | Lucio Pietroniro     | Honda     | +35,682   |      |
| 18   | Flemming Kistrup     | Honda     | +35,882   |      |
| 19   | Mike Leitner         | Honda     | +58,082   |      |
| 20   | Stuart Edwards       | Honda     | +1.01.137 |      |
| 21   | Emilio Cuppini       | Aprilia   | +1.06.182 |      |
| 22   | Johnny Wickström     | Honda     | +1.11.614 |      |
| 23   | Hubert Abold         | Rotax     | +1.12.001 |      |
| 24   | Bruno Casanova       | Aprilia   | +1.21.903 |      |
| 25   | Hervé Duffard        | Honda     | +1.40.260 |      |
| 26   | Rafael Roses         | Honda     | +2.07.266 |      |
| Ret  | Manuel Hernández     | Honda     | Ret       |      |
| Ret  | Ralf Waldmann        | Seel      | Ret       |      |
| Ret  | Alex Bedford         | EMC       | Ret       |      |
| Ret  | Thierry Feuz         | Honda     | Ret       |      |
| Ret  | Herri Torrontegui    | Honda     | Ret       |      |
| Ret  | Håkan Olsson         | Rotax     | Ret       |      |
| Ret  | Domenico Brigaglia   | Garelli   | Ret       |      |
| Ret  | Doriano Romboni      | Honda     | Ret       |      |
| Ret  | Corrado Catalano     | Gazzaniga | Ret       |      |
| DNQ  | Marco Cipiiani       | Honda     | DNQ       |      |
| DNQ  | Xavier Debon         | JJ Cobas  | DNQ       |      |
| DNQ  | Stefan Dörflinger    | Aprilia   | DNQ       |      |
| DNQ  | Gastone Grassetti    | Semprucci | DNQ       |      |
| DNQ  | Attila Gsost         | Honda     | DNQ       |      |
| DNQ  | Serge Julin          | Honda     | DNQ       |      |
| DNQ  | Julián Miralles      | Derbi     | DNQ       |      |
| DNQ  | Othmar Schuler       | Honda     | DNQ       |      |
| DNQ  | Jörg Seel            | Seel      | DNQ       |      |
| DNQ  | Jean-Claude Selini   | Honda     | DNQ       |      |
| DNQ  | Bohumil Stasa        | Honda     | DNQ       |      |
| DNQ  | Janos Szabo          | Rotax     | DNQ       |      |
| DNQ  | Manfred Thurmayer    | Honda     | DNQ       |      |
| DNQ  | Xavier Arumi         | Honda     | DNQ       |      |
| DNQ  | Jos van Dongen       | Honda     | DNQ       |      |
| DNQ  | Valerio Vivarelli    | Honda     | DNQ       |      |
| DNQ  | Gerhard Waibel       | Honda     | DNQ       |      |
| DNQ  | Kazuya Yamada        | Honda     | DNQ       |      |

## Resultados 80cc
El español Champi Herreros completó el triplete de campeones españoles en esta temporada al adjudicarse el campeonato de 80cc, convirtiéndose en el último campeón de la historia de esta cilindrada. Al piloto manchego le bastó ser segundo, por detrás de Herri Torrontegui para asegurar el título. El alemán y máximo rival de Herreros en la general, Peter Öttl se cayó cuando iba a la caza y captura del vasco.
| Pos. | Piloto               | Moto      | Tiempo    | Pts. |
| ---- | -------------------- | --------- | --------- | ---- |
| 1    | Herri Torrontegui    | Krauser   | 31.30.37  | 20   |
| 2    | Manuel Herreros      | Derbi     | +18.781   | 17   |
| 3    | Jorge Martínez Aspar | Derbi     | +19.178   | 15   |
| 4    | Jörg Seel            | Seel      | +21.490   | 13   |
| 5    | Stefan Dörflinger    | Krauser   | +21.490   | 11   |
| 6    | Luis Álvaro          | Krauser   | +32.490   | 10   |
| 7    | Paolo Priori         | Krauser   | +33.461   | 9    |
| 8    | Gabriele Gnani       | Gnani     | +35.434   | 8    |
| 9    | Bernd Völkel         | Seel      | +37.942   | 7    |
| 10   | Bogdan Nikolov       | Krauser   | +45.092   | 6    |
| 11   | Jaime Mariano        | Casal     | +45.188   | 5    |
| 12   | Jos van Dongen       | Casal     | +47.324   | 4    |
| 13   | Bert Smit            | Krauser   | +47.433   | 3    |
| 14   | János Szabó          | Krauser   | +1.11.075 | 2    |
| 15   | Heinz Paschen        | Casal     | +1.13.822 | 1    |
| 16   | José Saez            | Krauser   | +1.14.194 |      |
| 17   | Günter Schirnhofer   | Krauser   | +1.14.195 |      |
| 18   | René Dünki           | LCR       | +1.14.538 |      |
| 19   | Ralf Waldmann        | Seel      | +1.14.539 |      |
| 20   | Janez Pintar         | Eberhardt | +1.14.861 |      |
| 21   | Antonio Sánchez      | JJ Cobas  | +1.19.733 |      |
| 22   | Stefan Brägger       | Casal     | +1.23.290 |      |
| 23   | Reiner Koster        | Kroko     | +1.39.049 |      |
| 24   | Matthias Ehinger     | BMC       | +1.43.722 |      |
| 25   | Thomas Engl          | Esch      | +1.55.110 |      |
| 26   | Zdravko Matulja      | Casal     | +2.07.286 |      |
| 27   | Chris Baert          | Bultaco   | +2.28.131 |      |
| 28   | Maik Stief           | Casal     | +2.28.755 |      |
| Ret  | Peter Öttl           | Krauser   | Ret       |      |
| Ret  | Hans Koopman         | Ziegler   | Ret       |      |
| Ret  | Paul Bordes          | RB        | Ret       |      |
| Ret  | Roberto Sassone      | Unimoto   | Ret       |      |
| Ret  | Jacques Bernard      | Fantic    | Ret       |      |
| Ret  | Joaquin Gali         | Krauser   | Ret       |      |
| Ret  | Javier Arumi         | Krauser   | Ret       |      |
| Ret  | Stefan Kurfiss       | Krauser   | Ret       |      |
| DNQ  | Alojz Pavlič         | Seel      | DNQ       |      |
| DNQ  | Otto Krmicek         | Casal     | DNQ       |      |
| DNQ  | Undine Kummer        | Krauser   | DNQ       |      |
| DNQ  | Otto Machinek        | Eigenbau  | DNQ       |      |
| DNQ  | Eduard Klimek        | RB        | DNQ       |      |
| DNQ  | Anton Göhly          | Bari      | DNQ       |      |
| DNQ  | Kvetoslav Samak      | Casal     | DNQ       |      |
| DNQ  | Fernando Gónzalez    | Krauser   | DNQ       |      |